# Andrzej Fonfara (bokser)
Andrzej Fonfara (ur. 4 listopada 1987 w Białobrzegach) – polski bokser, były mistrz świata IBO w wadze półciężkiej.

## Kariera bokserska

### Kategoria półciężka
3 czerwca 2006 w Ostrołęce Fonfara stoczył swoją pierwszą walkę na zawodowym ringu. Pokonując na punkty  39:39, 40:37 i 40:36  Słowaka Mirosława Kubika (0-3-0, 0 KO).
30 kwietnia 2010 zdobył tytuł młodzieżowego mistrza świata organizacji WBC Youth w bokserskiej wadze półciężkiej, pokonując Rogera Cantrella.
20 maja 2011 zdobył wakujący pas WBO NABO, nokautując w siódmej rundzie Anthony′ego Russella.
16 marca 2012 pokonał w trzeciej rundzie przez techniczny nokaut Byrona Mitchella, zdobywając tytuł zawodowego Mistrza Stanów Zjednoczonych federacji IBO.
13 lipca 2012 odniósł swój dotychczasowy największy sukces, wygrywając po 10 rundach jednogłośnie na punkty (stosunkiem 99:91 i dwukrotnie 97:93) z byłym mistrzem świata wagi półciężkiej IBF Glenem Johnsonem.
16 listopada 2012 zdobył tytuł Mistrza Świata federacji IBO w kategorii półciężkiej, pokonując przez techniczny nokaut w siódmej rundzie Toma Karpency’ego. Już w pierwszym starciu Amerykanin zaliczył dwa nokdauny. Od drugiej rundy Fonfara walczył ze złamaną ręką. W siódmej rundzie po ofensywnej akcji Karpency przewrócił się, zgłaszając następnie kontuzję barku i zrezygnował z dalszej walki.
16 sierpnia 2013 na gali na stadionie U.S. Cellular Field w Chicago wygrał walkę przez nokaut w dziewiątej rundzie z Hiszpanem Gabrielem Campillo. Stawką pojedynku był awans na pozycję lidera rankingu organizacji IBF.
6 grudnia 2013 w UIC Pavilion w Chicago wygrał przez nokaut w drugiej rundzie z Kolumbijczykiem Samuelem Millerem (26-7, 23 KO).
24 maja 2014 w Montrealu zmierzył się z Adonisem Stevensonem (23-1, 20 KO) w walce o pas mistrza świata federacji WBC. Polak przegrał jednogłośnie na punkty, sędziowie punktowali 115:110, 115:110 i 116:109 dla Kanadyjczyka.
1 listopada 2014 w UIC Pavilion w Chicago pokonał na punkty w stosunku 97:93, 98:92 i 97:93  Francuza Doudou Ngumbu.
18 kwietnia 2015 w kalifornijskim Carson Fonfara wygrał poprzez techniczną decyzję sędziów w dziewiątej rundzie z byłym mistrzem świata WBC kategorii średniej  Meksykaninem Julio Césarem Chávezem Jr. (48-1-1, 32 KO), zdobywając międzynarodowy pas WBC International. Przed przerwaniem walki  prowadzący na punkty (89:80, 88:81, 88:81) Polak lewym sierpowym, posłał rywala na deski w dziewiątej rundzie. Walka została uznana przez wortal boxingscene.com za pięściarską niespodziankę półrocza 2015.
16 października 2015 w UIC Pavilion w Chicago w pierwszej obronie międzynarodowego pasa WBC International zmierzył się z byłym mistrzem świata organizacji WBO Nathanem Cleverlym (29-2, 15 KO). Po bardzo dobrym pojedynku pokonując Walijczyka jednogłośnie na punkty 115:113 i dwukrotnie 116:112.
18 czerwca 2016 niespodziewanie przegrał przez nokaut w pierwszej rundzie z Amerykaninem Joe Smithem Jr (21-1, 17 KO), tracąc pas WBC International.
4 marca 2017 udanie powrócił na ring, pokonując przez techniczny nokaut w 10 rundzie byłego dwukrotnego mistrza świata Chada Dawsona (34-4, 19 KO). Do momentu nokautu Polak przegrywał na kartach punktowych u wszystkich sędziów.
2 czerwca 2017 stanął do rewanżowego pojedynku z Adonisem Stevensonem (28-1, 23 KO). Tym razem walka od początku miała jednostronny przebieg, a Polak został poddany przez swój narożnik już w drugiej rundzie.

### Kategoria junior ciężka
16 czerwca 2018 w Warszawie zadebiutował w kategorii junior ciężkiej walką z Ismaiłem Sillachem (25-6, 19 KO). Wygrał ten pojedynek przez techniczny nokaut w 6 rundzie.
Wszedł w skład kolektywu DIIL Gang.
W lutym 2019 ogłosił zakończenie kariery.

### Kategoria ciężka
W lutym 2024 dziennikarz Przemysław Garczarczyk poinformował kibiców za pośrednictwem portalu X, że Fonfara powróci do ringu po 6-letniej przerwie. 21 lipca 2024 Fonfara znokautował w drugiej rundzie Brazylijczyka, Fabio Maldonado. Starcie odbyło się w wadze ciężkiej.

### Lista walk zawodowych w boksie
| Wynik      | Rekord   | Przeciwnik             | Rozstrzygnięcie | Runda         | Data                 | Miejsce                                 | Uwagi |
| ---------- | -------- | ---------------------- | --------------- | ------------- | -------------------- | --------------------------------------- | --- |
| Zwycięstwo | 31–5 (1) | Fabio Maldonado        | KO              | 2 (6) 2:47    | 21 lipca 2024        | Willowbrook (Kalifornia)                | Debiut w wadze ciężkiej. |
| Zwycięstwo | 30–5 (1) | Ismail Sillakh         | TKO             | 6 (10), 2:14  | 16 czerwca 2018      | Hala Torwar, Warszawa                   | |
| Przegrana  | 29–5 (1) | Adonis Stevenson       | TKO             | 2 (12), 0:28  | 3 czerwca 2017       | Bell Centre, Montreal, Quebec           | Walka o mistrzostwo świata WBC w wadze półciężkiej |
| Zwycięstwo | 29–4 (1) | Chad Dawson            | TKO             | 10 (10), 0:38 | 4 marca 2017         | Barclays Center, Nowy Jork              | |
| Przegrana  | 28–4 (1) | Joe Smith Jr.          | TKO             | 1 (10), 2:32  | 18 czerwca 2016      | UIC Pavilion, Chicago, Illinois         | Utrata mistrzostwa świata WBC w wadze półciężkiej |
| Zwycięstwo | 28–3 (1) | Nathan Cleverly        | UD              | 12            | 16 października 2015 | UIC Pavilion, Chicago, Illinois         | Obrona mistrzostwa świata WBC w wadze półciężkiej |
| Zwycięstwo | 27–3 (1) | Julio César Chávez Jr. | RTD             | 9 (12), 3:00  | 18 kwietnia 2015     | StubHub Center , Carson , Kalifornia    | Zdobcie mistrzostwa świata WBC w wadze półciężkiej |
| Zwycięstwo | 26–3 (1) | Doudou Ngumbu          | UD              | 10            | 1 listopada 2014     | UIC Pavilion, Chicago, Illinois         | |
| Przegrana  | 25–3 (1) | Adonis Stevenson       | UD              | 12            | 24 maja 2014         | Bell Centre, Montreal, Quebec           | Walka o mistrzostwo świata WBC w wadze półciężkiej |
| Zwycięstwo | 25–2 (1) | Samuel Miller          | KO              | 2 (10), 0:58  | 6 grudnia 2013       | UIC Pavilion, Chicago, Illinois         | |
| Zwycięstwo | 24–2 (1) | Gabriel Campillo       | KO              | 9 (12), 1:37  | 16 sierpnia 2013     | U.S. Cellular Field, Chicago, Illinois  | |
| Zwycięstwo | 23–2 (1) | Tommy Karpency         | TKO             | 7 (12), 0:57  | 16 listopada 2012    | UIC Pavilion, Chicago, Illinois         | Zdobcie mistrzostwa świata IBO w wadze półciężkiej |
| Zwycięstwo | 22–2 (1) | Glen Johnson           | UD              | 10            | 13 lipca 2012        | UIC Pavilion, Chicago, Illinois         | |
| Zwycięstwo | 21–2 (1) | Byron Mitchell         | TKO             | 3 (10), 1:03  | 16 marca 2012        | UIC Pavilion, Chicago, Illinois         | Zdobcie mistrzostwa świata USBO w wadze półciężkiej |
| Zwycięstwo | 20–2 (1) | Phil Williams          | KO              | 3 (10), 1:25  | 16 grudnia 2011      | UIC Pavilion, Chicago, Illinois         | |
| Zwycięstwo | 19–2 (1) | Jose Spearman          | TKO             | 2 (8), 1:20   | 23 września 2011     | UIC Pavilion, Chicago, Illinois         | |
| Zwycięstwo | 18–2 (1) | Anthony Russell        | KO              | 6 (10), 2:46  | 20 maja 2011         | UIC Pavilion, Chicago, Illinois         | Zdobcie mistrzostwa świata WBO-NABO w wadze półciężkiej                                                                                                |
| Zwycięstwo | 17–2 (1) | Ray Smith              | KO              | 4 (8), 1:04   | 9 kwietnia 2011      | Prudential Center, Newark, New Jersey   | |
| Zwycięstwo | 16–2 (1) | Adam Jaco              | TKO             | 5 (8), 2:25   | 28 stycznia 2011     | UIC Pavilion, Chicago, Illinois         | |
| Zwycięstwo | 15–2 (1) | Anthony Doughty        | KO              | 1 (8), 0:23   | 19 listopada 2011    | UIC Pavilion, Chicago, Illinois         | |
| Zwycięstwo | 14–2 (1) | Roger Cantrell         | TKO             | 4 (10), 1:01  | 30 kwietnia 2010     | UIC Pavilion, Chicago, Illinois         | Zdobcie mistrzostwa świata WBC w wadze półciężkiej |
| Zwycięstwo | 13–2 (1) | Adan Leal              | TKO             | 4 (6), 2:38   | 29 stycznia 2010     | UIC Pavilion, Chicago, Illinois         | |
| NC         | 12–2 (1) | Skylar Thompson        | TKO             | 2 (8), 2:59   | 26 czerwca 2009      | UIC Pavilion, Chicago, Illinois         | Walka o mistrzostwo świata WBF w wadze superśredniej; Pierwotnie zwycięstwo przez TKO dla Fonfary, później NC po tym, jak nie zdał testu narkotykowego |
| Zwycięstwo | 12–2     | Kendall Gould          | UD              | 6             | 27 marca 2009        | UIC Pavilion, Chicago, Illinois         | |
| Zwycięstwo | 11–2     | Terrence Wilson        | UD              | 6             | 23 stycznia 2009     | Cicero Stadium, Cicero, Illinois        | |
| Przegrana  | 10–2     | Derrick Findley        | TKO             | 2 (8), 3:00   | 11 lipca 2008        | Aragon Ballroom, Chicago, Illinois      | |
| Zwycięstwo | 10–1     | Manny Castillo         | DQ              | 2 (6), 1:20   | 11 kwietnia 2008     | Odeum Expo Center, Villa Park, Illinois | Castillo zdyskwalifikowany za celowe uderzenie barkiem                                                                                                 |
| Zwycięstwo | 9–1      | Jorge Alberto Gonzalez | MD              | 6             | 15 lutego 2008       | Cicero Stadium, Cicero, Illinois        | |
| Zwycięstwo | 8–1      | Dave Saunders          | KO              | 1 (6), 0:28   | 26 listopada 2007    | Cicero Stadium, Cicero, Illinois        | |
| Zwycięstwo | 7–1      | Luis Hodge             | UD              | 6             | 14 września 2007     | Congress Theater, Chicago, Illinois     | |
| Zwycięstwo | 6–1      | Joshua Rodriguez       | KO              | 3 (4)         | 13 lipca 2007        | Congress Theater, Chicago, Illinois     | |
| Zwycięstwo | 5–1      | Justin Danforth        | UD              | 4             | 13 kwietnia 2007     | Cicero Stadium, Cicero, Illinois        | |
| Przegrana  | 4–1      | Eberto Medina          | UD              | 5             | 1 grudnia 2006       | Cicero Stadium, Cicero, Illinois        | |
| Zwycięstwo | 4–0      | Calvin Pitts           | KO              | 2 (5)         | 10 listopada 2006    | Cicero Stadium, Cicero, Illinois        | |
| Zwycięstwo | 3–0      | Johnny Higgins Jr.     | UD              | 4             | 20 października 2006 | Cicero Stadium, Cicero, Illinois        | |
| Zwycięstwo | 2–0      | Gregory Walker         | UD              | 4             | 23 czerwca 2006      | Odeum Expo Center, Villa Park, Illinois | |
| Zwycięstwo | 1–0      | Miroslav Kubik         | MD              | 4             | 3 czerwca 2006       | Hala widowiskowo-sportowa, Ostrołęka    | |

## Kariera MMA
3 lipca 2023 nowopowstała federacja Clout MMA ogłosiła walkę MMA, podczas której zmierzą się debiutujący w tej formule Andrzej Fonfara oraz freak fighter Marcin Najman. Pojedynek odbył się w ramach gali Clout MMA 1, która miała miejsce 5 sierpnia 2023 w warszawskiej hali Torwar. Zwyciężył już w 16 sekundzie przez techniczny nokaut. 
| Wynik   | Bilans | Przeciwnik (bilans przed walką) | Rozstrzygnięcie                  | Runda | Czas | Wydarzenie                      | Data       | Miejsce  | Uwagi                    |
| ------- | ------ | ------------------------------- | -------------------------------- | ----- | ---- | ------------------------------- | ---------- | -------- | ------------------------ |
| Wygrana | 1-0    | Marcin Najman (6-6)             | TKO (ciosy pięściami w parterze) | 1     | 0:16 | Clout MMA 1: Fonfara vs. Najman | 05.08.2023 | Warszawa | Debiut w MMA. Main Event |